# Aleksandra z Saksonii-Altenburga
Aleksandra Fryderyka Henrietta z Saksonii-Altenburga (ur. 8 lipca 1830 w Altenburg, zm. 23 czerwca 1911 w Petersburgu) – piąta córka Józefa Jerzego Fryderyka Ernesta Karola, księcia Saksonii-Altenburga oraz jego żony Amelii Wirtemberskiej. Wielka księżna rosyjska.

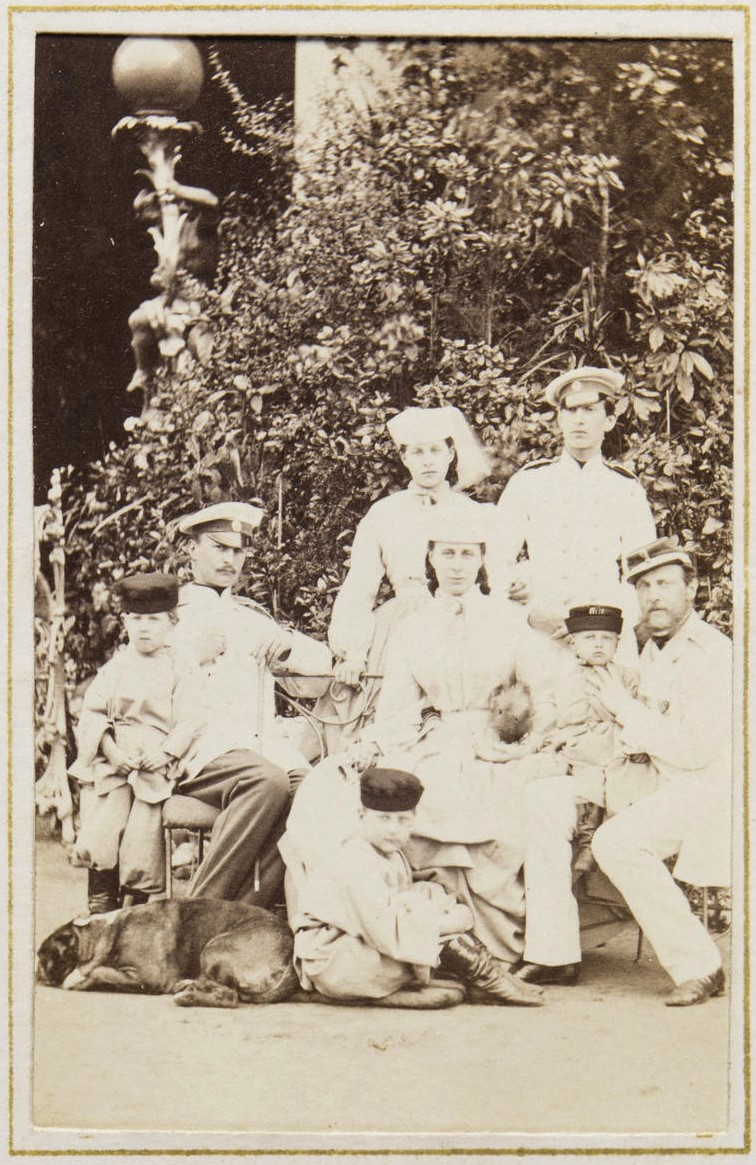
Aleksandra Józefówna z mężem i dziećmi.

## Biografia
Aleksandra wyszła za mąż za wielkiego księcia Konstantyna Mikołajewicza Romanowa, drugiego syna cara Rosji Mikołaja I, w sierpniu 1848 roku. Po przejściu na prawosławie otrzymała imiona: Aleksandra Józefowna. Kiedy jej mąż został namiestnikiem Królestwa Polskiego, zamieszkała wraz z nim w Warszawie.
W latach 80. XIX wieku została zmuszona do odejścia od męża, ze względu na jego długoletni związek z aktorką Anną Kuzniecową. Zamieszkała w Pałacu w Pawłowsku. W latach 1883–1906 przewodniczyła radzie sierocińców w Petersburgu.
W ostatnich latach życia traciła wzrok. Wielka księżna Aleksandra zmarła w 1911 roku.

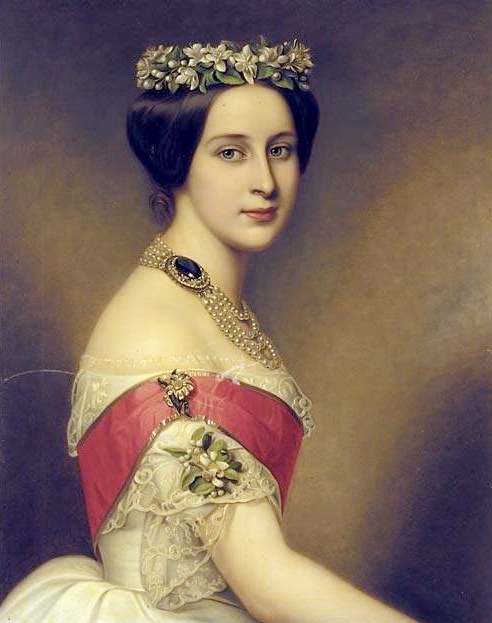
Alexandra von Sachsen-Altenburg

## Potomstwo
Aleksandra i Konstantyn mieli sześcioro dzieci:
- Mikołaja Konstantynowicza (1850–1918)
- Olgę Konstantinowną (1851–1926), wyszła za mąż za króla Grecji Jerzego I
- Werę Konstantinowną (1854–1912)
- Konstantyna Konstantynowicza (1858–1915)
- Dymitra Konstantynowicza (1860–1919)
- Wieczesława Konstantynowicza (1862–1879)